# Vakufska direkcija Islamske zajednice u Bosni i Hercegovini
Vakufska direkcija je jedna od ustanova Islamske zajednice u Bosni i Hercegovini, upravlja vakufskom imovinom u Bosni i Hercegovini.

## Povijest
Odlaskom osmanske uprave u Bosni i Hercegovini, javljaju se brojni problemi u vezi vakufa. Godine 1883. Austro-Ugarska imenuje Zemaljsku vakufsku komisiju koja je upravljala vakufskim poslovima. Na ovaj način u Bosni i Hercegovini počinje djelovati jedistvena vakufska administracija, koja će kao prioritetan zadatak imati da izvrši popisi svih postojećih vakufa.
Godine 1894. austro-ugarska uprava osniva Zemaljsku vakufsku direkciju, u kojoj je kao državnoj instituciji sva vlast bila u rukama države. Iako je nova vakufska uprava funkcionirala kako treba, sređivala i unaprijeđivala vakufski imetak i izvršavala namijenjeni joj zadatak Bošnjaci nisu bili zadovoljni s tom upravom jer u njenom radu nisu imali nikakvog učešća. Zbog toga nezadovoljstva Bošnjaci su 1899. pokrenuli borbu koja je imala za cilj da se osigura autonomija u upravi tri ključna elementa neophodna za očuvanje identiteta Bošnjaka: vjerskih, vakufskih i obrazovnih poslova. Austro-Ugarska je 1909. god., nakon aneksije Bosne i Hercegovine, udovoljila ovim zahtjevima donošenjem Statuta za autonomnu upravu islamskih vjerskih i vakufsko-mearifskih poslova. Prema odredbama ovog Statuta organi upravljanja vakufima bili su Vakufsko-mearifski sabor kao vrhovni autonomni i nadzorni organ za sve vakufe u Bosni i Hercegovini koga su sačinjavali osam vjerski obrazovanih članova (reis-ul-ulema, vakufsko mearifski ravnatelj i šest mutevelija), i 24 člana biranih iz naroda. Predsjednik Sabora je bio reis-ul-ulema.
Nakon završetka Prvog svjetskog rata nastaje Kraljevina Srba, Hrvata i Slovenaca (SHS). Iako je nova država potpisivanjem međunarodnih sporazuma preuzela obaveze, između ostalog, i garancije poštovanja vjerskih prava muslimana, poduzeto je niz mjera kojim su otuđivana brojna vakufska dobra i time je ekonomski slabljen vjerski i ekonomski položaj Bošnjaka u novoj državi. Kraljevina SHS je donijela "Mjere o agrarnoj reformi", kojima je u periodu od 1918. do 1939. oduzeto oko 4.000.0000 dunuma vakufske zemlje i 12.500.000 beglučke zemlje, što ukupno iznosi 16.500.000 dunuma zemlje, a izraženo u postotcima, to bi bilo 27,6% ukupne površine Bosne i Hercegovine.
Otuđivanje vakufa desilo se i u prvim desetljećima komunističke vlasti nakon Drugog svjetskog rata. Komunisti su nasilnim putem promijenjenili svojinska osnova društva oduzimanjem ili ograničavanjem privatnog vlasništva. Putem nacionalizacije izvršene 1946, 1948. i 1958. ostvareno je dominantno državno, odnosno društveno vlasništvo u svim gospodarskim granama i u oblasti nekretnina.  SFR Jugoslavija je Zakonom o nacionalizaciji oduzela vakufima svu imovinu izuzev džamija i onoga što je služilo isključivo usko vjerskoj svrsi čime su nestali razlozi za postojanje Vakufske direkcije. Tako se u Ustavu Islamske zajednice iz 1959. godine više ne spominje ni vakuf kao institucija i izvor prihoda imovine Islamske zajednice, a niti Vakufska direkcija koja je do tada brinula o vakufima.
Međutim, novim Ustavom Islamske zajednice iz 1969. godine u definiranju pojma imovine Islamske zajednice ponovo se uvodi pojam vakuf kao njena imovina. Ovo je vrlo značajno jer govori da se u međuvremenu za ovih deset godina desio novi broj uvakufljenja, pa je bilo neophodno vakufe spomenuti u Ustavu Islamske zajednice.
Vakufska direkcija je kao jedna od ustanova Islamske zajednice u Bosni i Hercegovini obnovila svoj rad Odlukom Sabora Islamske zajednice u Bosni i Hercegovini 14. lipnja 1996. godine, i danas joj je u nadležnošti bavljanje i upravljanjem vakufa u Bosni i Hercegovini.

## Vanjske poveznice
- Historijat  Arhivirana inačica izvorne stranice od 21. rujna 2020. (Wayback Machine)